# Bartha József (irodalomtörténész)
Bartha József (Sáta, 1866. december 1. – Budapest, Ferencváros, 1950. március 10.) irodalomtörténész, főgimnáziumi tanár, iskolaigazgató.

## Élete
Bartha János és Zalmás Mária fiaként született. Budapesten végzett egyetemet, majd 1893 és 1896 között gimnáziumi tanárként működött Nagybecskereken.
1896-tól 1898-ig a Magyar Nemzeti Múzeum tisztviselője. 1896–1933 között gimnáziumi tanár volt Budapesten, és ezalatt egy ízben (1922–1924) gimnáziumi igazgató is. 1924-től magyar nyelvi és irodalmi szakfelügyelői feladatot is ellátott. 
Halálát szívizomelfajulás, érelmeszesedés okozta. Felesége Kádár Erzsébet volt.

## Munkássága

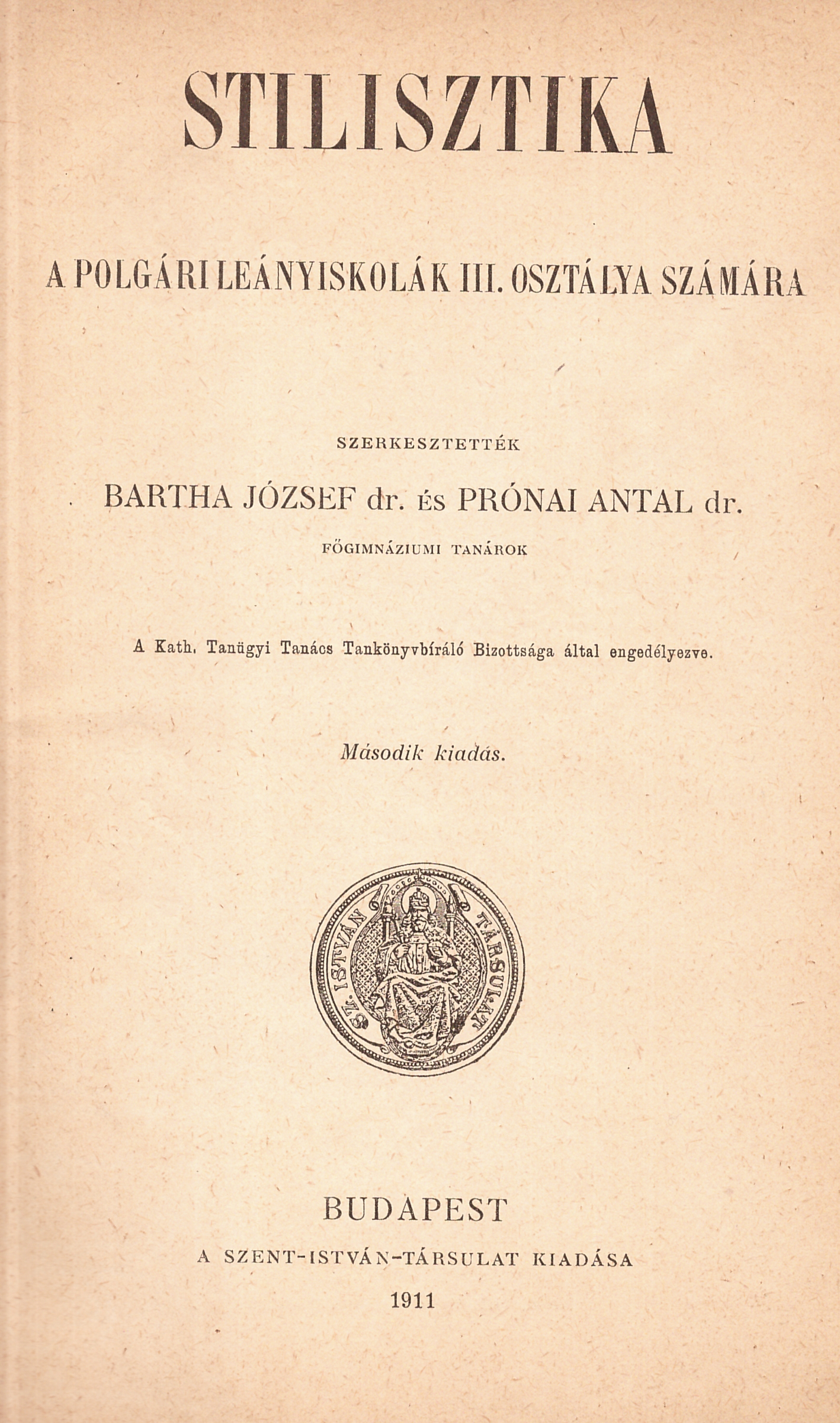
Bartha József–Prónai Antal: Stilisztika (1911)

Bartha jelentős irodalmi munkásságot is kifejtett: középiskolai tankönyveket, konzervatív és katolikus szellemű folyóiratcikkeket írt. Kritizálta korának modern íróit.

## Művei
- A palóc nyelvjárás. Budapest, 1893 (különnyomat a Magyar Nyelvőrből)[3]
- A Toldi-monda. Irodalomtörténeti tanulmány. Szent István Társulat, Budapest, 1899 (A Szent-István-Társulat Tudományos és Irodalmi Osztályának felolvasó üléseiből, 34.)[4]
- A magyar nemzeti irodalom története; írta és olvasókönyvvel ellátta Bartha József; Szent István Társulat, Budapest, 1899.[5] – több újabb kiadásban, 2 kötetre bontva[6]
- Magyar nyelvtan mondattani alapon. Közép- és polgári iskolák I. és II. osztálya számára. Szent István Társulat, Budapest, 1900[7] – több későbbi kiadás[8]
- Néhány szó »A magyar nemzeti irodalom története« cimü könyvem hivatalos birálatához. Stephaneum Nyomda, Budapest, 1900[9]
- A magyar katholikus énekköltészet a XVIII. századig. Szent István Társulat, Budapest, 1901 (A Szent-István-Társulat Tudományos és Irodalmi Osztályának felolvasó üléseiből, 42.)[10]
- A magyar művelődés története, Stampfel-féle Könyvkiadóhivatal, Pozsony, 1901 (Tudományos Zsebkönyvtár 100.)[11]
- Aesthetika, Stampfel-féle Könyvkiadóhivatal, Pozsony, 1903 (Tudományos Zsebkönyvtár, 113.)[12]
- Stilisztika. A középiskolák IV. osztálya számára. Szent István Társulat, Budapest, 1903[13]
- Magyar egyházi énekek a keresztény középkorból. Szerkesztette és bevezetéssel ellátta Bartha József. Stampfel Károly kiadása, Budapest, 1903 (Segédkönyvek a Magyar Nyelv és Irodalom Tanításához, 4.)[14]
- Magyar egyházi énekek a vallási harcok korából. Szerkesztette és bevezetéssel ellátta Bartha József. Stampfel Károly kiadása, Budapest, 1904 (Segédkönyvek a Magyar Nyelv és Irodalom Tanításához, 9.)[15]
- Tinódi Lantos Sebestyén válogatott krónikás dalai. Szerkesztette Bartha József. Stampfel Károly kiadása, Budapest, 1904 (Segédkönyvek a Magyar Nyelv és Irodalom Tanításához, 16.)[16]
- Retorika a középiskolák V. osztálya számára. Szent István Társulat, Budapest, 1904 (Prónai Antallal közösen)[17]
- Szemelvények a Margit-legendából, bevezetéssel és magyarázatokkal ellátta Bartha József. Szent István Társulat, Budapest, 1905 (Irodalomtörténeti Olvasmányok 5.)[18]
- Stilisztika a polgári leányiskolák III. osztálya számára. Szent István Társulat, Budapest, 1906[19]
- A magyar nemzeti irodalom története. A tanítóképző intézetek új tanterve szerint. Szent István Társulat, Budapest, 1906[20] – újabb kiadásban[21]
- Alexandriai Szent Katalin verses legendája. Szent István Társulat, Budapest, 1906[22]
- Stilisztika a tanító- és tanítónőképzők 1. osztálya számára. Szent István Társulat, Budapest, 1907[23]
- Az írásművek ismertetése. I. kötet. A tanító- és tanítónő-képzők II. osztálya számára. Szent István Társulat, Budapest, 1909[24]
- Az írásművek ismertetése. II. kötet. A tanító- és tanítónőképzők III. osztálya számára. Szent István Társulat, Budapest, 1909[24]
- Poétika a középiskolák VI. osztálya számára. Szent István Társulat, Budapest, 1910[25]
- Két nemzedék magyar irodalma 1875–1925. A Szerző Kiadása, Budapest, 1926[26]
- Fajiság az irodalomban. Budapest, 1934. (Különnyomat a Célból)[3]
- Sajó Sándor válogatott költeményei. Összegyűjtötte és bevezette Bartha József. Budapest, 1937[3]
- Az új magyar irodalom kis tükre 1896–1936. Szerzői kiadás, Budapest, 1938[27]
- Hulló lombok. Költemények; Korda Nyomda, Budapest, 1939[3]
- Szabad-e Adynak szobrot emelni? Budapest, 1939 (különnyomat a Célból)[3]
- Faji elem és keresztény szellem irodalmunkban, Budapest, 1941[28]
- Az Ady-kultusz: magyar öngyilkosság!; többekkel; Stephaneum Nyomda, Budapest, 1941[29] (új kiadás: Fehérlófia Kiadó és Könyvesbolt, Budapest, 1998, ISBN 963-85896-0-4)

## Egyéb irodalom
- Magyar irodalmi lexikon I–III. Főszerk. Benedek Marcell. Budapest: Akadémiai. 1963–1965.
- Pintér Jenő: Pintér Jenő magyar irodalomtörténete – képes kiadás, Franklin-Társulat, Budapest, 1928.
- Gyurgyák János: A zsidókérdés Magyarországon. Politikai eszmetörténet, Osiris Kiadó, Budapest, 2001, 397. o.